# Stormzy
Майкл Эбене́йзер Куа́дзо Ома́ри О́уо-младший (англ. Michael Ebenazer Kwadjo Omari Owuo, Jr., род. 26 июля 1993, Кройдон, Большой Лондон), более известный как Stormzy — британский хип-хоп и грайм-музыкант.
Двукратный победитель в категории Best Grime Act (2014 и 2015) музыкальной премии  MOBO Awards, включён в список  влиятельных музыкантов Sound of 2015.
Дебютный альбом Gang Signs & Prayer получил положительные отзывы критиков и достиг позиции № 1 в британском хит-параде UK Albums Chart с тиражом 69000 копий, став первым представителем жанра грайм на вершине чарта. Вместе с дебютом альбома сразу 7 треков с него вошли в top-40 британского чарта синглов UK Singles Chart — «Big for Your Boots», «Cold», «Bad Boys», «First Things First», «Mr Skeng», «Cigarettes & Cush» и «Shut Up». Кроме того все 16 треков с альбома попали в top-100 в одну неделю одновременно, сделав Stormzy только четвёртым исполнителем в истории с таким достижением после Джастина Бибера (Purpose), Бейонсе (Lemonade) и The Weeknd (Starboy).

## Биография
Родился 26 июля 1993 года на маленьком острове в Кройдоне (город на юге Внешнего Лондона, Великобритания), родители родом из африканского государства Гана.

## Музыкальная карьера
В 2019 году стал первым темнокожим сольным участником музыкального фестиваля Гластонбери и его хедлайнером. Рэпер выступил на закрытии фестиваля в специально созданном для него художником Бэнкси бронежилете с изображением британского флага, который позже передал в дар Музею дизайна в Лондоне.

## Дискография
Дискография Stormzy включает, в том числе, следующие релизы:
Студийные альбомы
- Gang Signs & Prayer (2017)
- Heavy Is the Head (2019)
- This Is What I Mean (2022)

## Награды и номинации
| Год  | Награда                      | Категория                      | Получатель     | Результат | Ref    |
| ---- | ---------------------------- | ------------------------------ | -------------- | --------- | ------ |
| 2014 | MOBO Awards                  | Best Grime Act                 | Stormzy        | Победа    | [ 2 ]  |
| 2015 | MOBO Awards                  | Best Grime Act                 | Stormzy        | Победа    | [ 2 ]  |
| 2015 | Rated Awards                 | Best Video                     | "Know Me From" | Победа    | [ 16 ] |
| 2015 | Sound of...                  | Sound of 2015                  | Stormzy        | Third     | [ 17 ] |
| 2016 | Rated Awards                 | Artist of the Year             | Stormzy        | Номинация | [ 18 ] |
| 2016 | South Bank Awards            | The Times Breakthrough Award   | Stormzy        | Победа    | [ 19 ] |
| 2016 | AIM Independent Music Awards | Innovator Award                | Stormzy        | Победа    | [ 20 ] |
| 2017 | Brit Awards                  | British Breakthrough Act       | Stormzy        | Номинация | [ 21 ] |
| 2017 | BET Awards                   | Best International Act: Europe | Stormzy        | Победа    | [ 22 ] |